# Die Sopranos/Musik
Die Musik aus Die Sopranos, einer US-amerikanischen Fernsehserie, wählte David Chase, der Schöpfer der Serie, zusammen mit dem Musikproduzenten Martin Bruestle und der Musikredakteurin Kathryn Dayak aus, teilweise stand ihm Steven Van Zandt beratend zur Seite. Stilistisch reicht das Musikspektrum der Serie von Mainstream-Pop über Oldies und Classic-Rock bis hin zu Jazz, Soul und Hip-Hop.

## Vorspann
Der Vorspann jeder Episode zeigt Tony Soprano (James Gandolfini) auf seiner Fahrt von New York nach New Jersey und endet mit dessen Ankunft am Haus seiner Familie in North Caldwell. Als Begleitmusik ist das Lied Woke Up This Morning der britischen Musikgruppe Alabama 3 im Chosen One Remix zu hören.

## Abspann
Im Abspann nahezu jeder Episode ist ein Lied zu hören, das in den Episoden selbst vorher jedoch keine Verwendung findet. In der zehnten Episode der ersten Staffel Ein Hit ist ein Hit jedoch wird das Lied der fiktionalen Band Defiler benutzt, das bereits im Verlauf der Episode zu hören ist. Im Abspann der drei Episoden Bella Italia, Whitecaps und Der Himmel über Paris sind gleich mehrere Lieder zu hören, während in den beiden Episoden Schenken macht Freude und Die Sopranos schlagen zurück überhaupt keine Musik verwendet wird.
Nachfolgend eine Liste der Lieder die jeweils am Ende einer Episode gespielt werden:

### Staffel 1
| Nr. (gesamt) | Nr. (Staffel) | Episodentitel               | Songname                         | Interpret                        |
| ------------ | ------------- | --------------------------- | -------------------------------- | -------------------------------- |
| 1            | 1             | Tony in der Krise           | The Beast in Me                  | Nick Lowe                        |
| 2            | 2             | Verwandte und andere Feinde | Battle Flag                      | Pigeonhed                        |
| 3            | 3             | Der Deal                    | Complicated Shadows              | Elvis Costello & The Attractions |
| 4            | 4             | Tonys Schachzug             | Look on Down from the Bridge     | Mazzy Star                       |
| 5            | 5             | Reise in die Vergangenheit  | Gold Leaves                      | Michael Hoppé                    |
| 6            | 6             | Tonys Alptraum              | Paparazzi (Instrumental-Version) | Xzibit                           |
| 7            | 7             | Vater und Sohn              | White Rabbit                     | Jefferson Airplane               |
| 8            | 8             | Tony rastet aus             | Frank Sinatra                    | Cake                             |
| 9            | 9             | Moralisten                  | Buena                            | Morphine                         |
| 10           | 10            | Ein Hit ist ein Hit         | Song unbekannt                   | Defiler (Fiktionale Band)        |
| 11           | 11            | Wer ist die Ratte?          | Manifold de Amour                | Latin Playboys                   |
| 12           | 12            | Die schöne Isabella         | I Feel Free                      | Cream                            |
| 13           | 13            | Hart und herzlich           | State Trooper                    | Bruce Springsteen                |

### Staffel 2
| Nr. (gesamt) | Nr. (Staffel) | Episodentitel                 | Songname                                                        | Interpret                    |
| ------------ | ------------- | ----------------------------- | --------------------------------------------------------------- | ---------------------------- |
| 14           | 1             | Ein Mann ging zum Psychiater  | Time Is on My Side                                              | Irma Thomas                  |
| 15           | 2             | Beziehung ohne Wiederbelebung | Goodnight My Love                                               | Ella Fitzgerald              |
| 16           | 3             | Richie meldet sich zurück     | Viking                                                          | Los Lobos                    |
| 17           | 4             | Bella Italia                  | Con te partirò                                                  | Andrea Bocelli               |
| 17           | 4             | Bella Italia                  | Piove                                                           | Jovanotti                    |
| 17           | 4             | Bella Italia                  | Certamente                                                      | Madreblu                     |
| 18           | 5             | Große Mädchen weinen nicht    | White Mustang II                                                | Daniel Lanois                |
| 19           | 6             | Die große Partie              | The Happy Wanderer                                              | Frankie Yankovic & His Yanks |
| 20           | 7             | Patenschaften                 | Vedi, Maria                                                     | Emma Shapplin                |
| 21           | 8             | Schenken macht Freude         | Nur ein Beatmungsgerät und ein Elektrokardiogramm sind zu hören | –                            |
| 22           | 9             | Verflucht in alle Ewigkeiten  | My Lover's Prayer                                               | Otis Redding                 |
| 23           | 10            | Mit dem Rücken zur Wand       | Wheel in the Sky                                                | Journey                      |
| 24           | 11            | Hausarrest                    | You Can't Put Your Arms Around a Memory                         | Johnny Thunders              |
| 25           | 12            | Ein schnelles Ende            | I Saved the World Today                                         | Eurythmics                   |
| 26           | 13            | Ein Freund muss gehen         | Thru and Thru                                                   | The Rolling Stones           |

### Staffel 3
| Nr. (gesamt) | Nr. (Staffel) | Episodentitel                   | Songname                                                                                         | Interpret                               |
| ------------ | ------------- | ------------------------------- | ------------------------------------------------------------------------------------------------ | --------------------------------------- |
| 27           | 1             | Besuch vom FBI                  | High Fidelity                                                                                    | Elvis Costello & The Attractions        |
| 28           | 2             | Lebe wohl, kleine Livia         | I'm Forever Blowing Bubbles                                                                      | Les Paul                                |
| 29           | 3             | Immer Ärger mit dem Nachwuchs   | Where's the Money?                                                                               | Dan Hicks                               |
| 30           | 4             | Mitarbeiter des Monats          | Fisherman's Daughter                                                                             | Daniel Lanois                           |
| 31           | 5             | Vom Tod gezeichnet              | Shuck Dub                                                                                        | R. L. Burnside                          |
| 32           | 6             | Einer von der übelsten Sorte    | Living on a Thin Line                                                                            | The Kinks                               |
| 33           | 7             | Der Kennedy-Kult                | Black Books                                                                                      | Nils Lofgren                            |
| 34           | 8             | Der Aufsteiger                  | The Captain                                                                                      | Kasey Chambers                          |
| 35           | 9             | Tony in der Schlangengrube      | I (Who Have Nothing)                                                                             | Ben E. King                             |
| 36           | 10            | Der Weihnachtsmann lässt grüßen | I've Got a Feeling                                                                               | The Campbell Brothers mit Katie Jackson |
| 37           | 11            | Verschollen im Schnee           | Sposa son disprezzata (von Geminiano Giacomelli, aus Vivaldis Opern-Pasticcio Tamerlano/Bajazet) | Cecilia Bartoli                         |
| 38           | 12            | Zwischen Glück und Gloria       | Affection                                                                                        | Little Steven and the Lost Boys         |
| 39           | 13            | Kalt wie der Tod                | Blur                                                                                             | Aphex Twin                              |

### Staffel 4
| Nr. (gesamt) | Nr. (Staffel) | Episodentitel                   | Songname                                 | Interpret                    |
| ------------ | ------------- | ------------------------------- | ---------------------------------------- | ---------------------------- |
| 40           | 1             | Schuldig bleibt schuldig        | World Destruction                        | Time Zone feat. John Lydon   |
| 41           | 2             | Meadow kämpft – wer verliert?   | Kid A                                    | Radiohead                    |
| 42           | 3             | Christopher                     | Dawn (Go Away)                           | The Four Seasons             |
| 43           | 4             | Gewichtsprobleme                | Vesuvio                                  | Spaccanapoli                 |
| 44           | 5             | Lauf, Pie-O-My, lauf!           | My Rifle, My Pony and Me (aus Rio Bravo) | Dean Martin and Ricky Nelson |
| 45           | 6             | Gewissensbisse                  | Take Me for a Little While               | Dave Edmunds                 |
| 46           | 7             | Wenn man zuviel Fernsehen sieht | Oh Girl                                  | The Chi-Lites                |
| 47           | 8             | Lust, Leid und Laster           | When the Battle is Over                  | Delaney & Bonnie             |
| 48           | 9             | Täter: unbekannt                | The Man with the Harmonica               | Apollo 440                   |
| 49           | 10            | Chris ist am Ende               | Drum Score                               | unbekannt                    |
| 50           | 11            | An alle Einheiten!              | Surfin’ U.S.A.                           | The Beach Boys               |
| 51           | 12            | Bei Eloise                      | Little Bird                              | Annie Lennox                 |
| 52           | 13            | Whitecaps                       | I Love Paris (Vegas)                     | Dean Martin                  |
| 52           | 13            | Whitecaps                       | I Have Dreamed                           | Fantastic Strings            |

### Staffel 5
| Nr. (gesamt) | Nr. (Staffel) | Episodentitel                  | Songname                                     | Interpret                                          |
| ------------ | ------------- | ------------------------------ | -------------------------------------------- | -------------------------------------------------- |
| 53           | 1             | Zwei Tonys                     | Heaven Only Knows                            | Emmylou Harris                                     |
| 54           | 2             | Rat Pack                       | Undercover of the Night                      | The Rolling Stones                                 |
| 55           | 3             | Wo ist Johnny?                 | Earth, Wind, Water                           | Mitch Coodley (The Metro Music Production Library) |
| 56           | 4             | Lauter glückliche Familien     | La Petite Mer                                | Thierry 'Titi' Robin                               |
| 57           | 5             | Gefährliche Spiele             | Chi il bel sogno di Doretta (aus La rondine) | Luba Orgonasova                                    |
| 58           | 6             | Bittere Lehren                 | The Blues is My Business                     | Etta James                                         |
| 59           | 7             | Die Frau aus der Vergangenheit | Melancholy Serenade                          | Instrumental                                       |
| 60           | 8             | Marco Polo                     | Bad 'N' Ruin                                 | The Faces                                          |
| 61           | 9             | Altes Leid, junges Glück       | If I Were a Carpenter                        | Bobby Darin                                        |
| 62           | 10            | Kalter Aufschnitt              | I'm Not Like Everybody Else (Live)           | The Kinks                                          |
| 63           | 11            | Ein endloser Traum             | Three Times a Lady                           | Commodores                                         |
| 64           | 12            | Nur für Langzeitparker         | Wrapped in My Memory                         | Shawn Smith                                        |
| 65           | 13            | Bei allem Respekt              | Glad Tidings                                 | Van Morrison                                       |

### Staffel 6
| Nr. (gesamt) | Nr. (Staffel) | Episodentitel                 | Songname                                | Interpret                    |
| ------------ | ------------- | ----------------------------- | --------------------------------------- | ---------------------------- |
| 66           | 1             | Mitglied auf Lebenszeit       | Comes Love                              | Billie Holiday               |
| 67           | 2             | Was bleibt, ist die Hoffnung  | When It's Cold I'd Like To Die          | Moby                         |
| 68           | 3             | Der Träumer und die Parasiten | The Deadly Nightshade                   | Daniel Lanois                |
| 69           | 4             | Schwarz und Weiß              | One of These Days                       | Pink Floyd                   |
| 70           | 5             | Nimmt man Tony noch ernst?    | Every Day of the Week                   | The Students                 |
| 71           | 6             | Lebe frei oder stirb          | 4th of July                             | X                            |
| 72           | 7             | Luxury Lounge                 | Recuerdos de la Alhambra                | Pepe Romero                  |
| 73           | 8             | Johnny Cakes                  | I'm Gonna Move to the Outskirts of Town | Ray Charles                  |
| 74           | 9             | Ein Fest für einen Heiligen   | Pipeline                                | Johnny Thunders              |
| 75           | 10            | Altlasten                     | Let It Rock                             | Chuck Berry                  |
| 76           | 11            | Der Himmel über Paris         | Home                                    | Persephone's Bees            |
| 76           | 11            | Der Himmel über Paris         | As Time Goes By (aus Casablanca)        | Dooley Wilson                |
| 77           | 12            | Kaisha                        | Moonlight Mile                          | The Rolling Stones           |
| 78           | 13            | Soprano Home Movies           | This Magic Moment                       | Ben E. King and The Drifters |
| 79           | 14            | Goodbye Johnny                | Evidently Chickentown                   | John Cooper Clarke           |
| 80           | 15            | Die guten alten Zeiten        | Sing, Sing, Sing (With A Swing)         | Benny Goodman Orchestra      |
| 81           | 16            | Die Jagd nach dem Glück       | Goin' Down Slow                         | Howlin’ Wolf                 |
| 82           | 17            | Männer und ihre Krisen        | The Valley                              | Los Lobos                    |
| 83           | 18            | Kennedy und Heidi             | Minas De Cobre (For Better Metal)       | Calexico                     |
| 84           | 19            | Das große Nichts              | Ninna Ninna                             | Lullaby / Pia Calamai        |
| 85           | 20            | Ein tödliches Hobby           | Running Wild (Extended Instrumental)    | Tindersticks                 |
| 86           | 21            | Die Sopranos schlagen zurück  | Kein Song – Es ist nur Stille zu hören  | –                            |

## Alternativmusik in Europa
Die Version der Serie, die in Europa ausgestrahlt wurde, enthält teilweise andere Musiktitel als die amerikanische Originalversion. Das Ersetzen der Musik wurde aus lizenzrechtlichen Gründen vorgenommen und ist für alle europäischen Synchronisationen identisch erfolgt. Die unveränderten Original-Musikstücke sind auf der englischen 5.1-Tonspur der europäischen DVD-Ausgaben enthalten (allerdings nicht bei der 4:3-Version der ersten Staffel, die nur die abgewandelten Tonspuren enthält).

## Musiksoundtrack zur Serie
Bis heute wurden zwei offizielle Alben mit Musik zur Serie veröffentlicht. Zum einen The Sopranos (1999) mit Musik aus den ersten beiden Staffeln zum anderen The Sopranos – Peppers & Eggs (2001) mit Musik aus den ersten drei Staffeln. Außerdem erschienen mit Music You Heard on the Sopranos (2004) und Bada Bing! Music Heard on the Sopranos (2007) zwei weitere Alben mit Musik aus der Fernsehserie.

### Offizieller Soundtrack

#### The Sopranos
The Sopranos – Music from the HBO Original Series erschien in den Vereinigten Staaten am 19. Dezember 1999 (in Deutschland am 20. Dezember 1999) als CD bei Sony Music Entertainment und wird von Columbia vertrieben. Der Tonträger enthält 14 Titel und hat eine Gesamtlaufzeit von 54 min 11 s. Ausführender Produzent war David Chase.
Trackliste
1. Woke Up This Morning (Chosen One Mix) – Alabama 3
2. It's Bad You Know – R. L. Burnside
3. It Was a Very Good Year – Frank Sinatra
4. Gotta Serve Somebody – Bob Dylan
5. Inside of Me – Little Steven & The Disciples of Soul
6. I Feel Free – Cream
7. Mystic Eyes – Them
8. State Trooper – Bruce Springsteen
9. I'm a Man – Bo Diddley
10. Complicated Shadows – Elvis Costello & The Attractions
11. The Beast in Me – Nick Lowe
12. Viking – Los Lobos
13. Blood Is Thicker than Water – Wyclef Jean feat. G&B
14. I've Tried Everything – Eurythmics

#### The Sopranos – Peppers & Eggs
The Sopranos – Music from the HBO Original Series erschien in den Vereinigten Staaten am 8. Mai 2001 (in Deutschland am 18. Juni 2004) als Doppel-CD bei Sony Music Entertainment und wird von Columbia vertrieben. Der Tonträger enthält 25 Musiktitel sowie einen Dialog aus der Serie und hat eine Gesamtlaufzeit von XXX min XXX s. Ausführende Produzenten waren David Chase und Brad Grey.
Trackliste CD 1
1. Every Breath You Take/Theme From Peter Gunn – Henry Mancini & The Police
2. Battle Flag – Pigeonhed
3. I've Got A Feeling – The Campbell Brothers With Katie Jackson
4. The Captain – Kasey Chambers
5. Shuck Dub – R. L. Burnside
6. Affection – The Lost Boys
7. My Lover's Prayer – Otis Redding
8. Certamente – Madreblu
9. Black Books – Nils Lofgren
10. Frank Sinatra – Cake
11. Baubles, Bangles and Beads – Frank Sinatra
12. Thru And Thru – The Rolling Stones

Trackliste CD 2
1. High Fidelity – Elvis Costello & The Attractions
2. Living On A Thin Line – The Kinks
3. Girl – Vue
4. Vivaldi: Sposa Son Disprezzata – Cecilia Bartoli
5. I Who Have Nothing – Ben E. King
6. Return To Me – Bob Dylan
7. Make No Mistake – Keith Richards
8. Piove – Jovanotti
9. Space Invader – The Pretenders
10. Tiny Tears – Tindersticks
11. Time Is On My Side – Irma Thomas
12. Core N' Grata – Dominic Chianese
13. Bonus Track – Dialog aus „The Sopranos“ (englisch)

### Weitere Soundtrack-Veröffentlichungen
- 2004: Music You Heard on the Sopranos
- 2007: Bada Bing! Music Heard on the Sopranos

## Weitere benutzte Musik
Die Schöpfer der Serie haben viele lokal relevante Interpreten in die Serie eingebunden. Nicht alle in der Serie zu hörenden Interpreten kamen auf eines der offiziellen Soundtrack-Alben. Auch klassische Stücke von Beethoven, Luciano Pavarotti, Emma Shapplin und sogar Al Di Meola fehlen auf den Soundtrack-Alben. Einige der weniger bekannten Interpreten sind The Hues Corporation und The Trammps sowie die Rockgruppe Gideon Smith & the Dixie Damned.